# Cratere Wilmington
Wilmington  è un cratere sulla superficie di Marte.